# Metilfosfonato de di-isopropilo
Metilfosfonato de diisopropilo (DIMP) é um organofosforado de formula C7H17O3P. Foi um precursor chave para a elaboração de fósforo contendo compostos.  